# Pachychelonus
Pachychelonus är ett släkte av steklar. Pachychelonus ingår i familjen bracksteklar.
Kladogram enligt Catalogue of Life:
| Pachychelonus | \| \| Pachychelonus flavifasciatus \| \| \| \| \| \| Pachychelonus fulviventris \| \| \| \| \| \| Pachychelonus maximus \| \| \| \| |
|               | \| \| Pachychelonus flavifasciatus \| \| \| \| \| \| Pachychelonus fulviventris \| \| \| \| \| \| Pachychelonus maximus \| \| \| \| |
|               | Pachychelonus flavifasciatus |
|               | |
|               | Pachychelonus fulviventris |
|               | |
|               | Pachychelonus maximus |
|               | |